# پتر نیمبورسکی
پتر نیمبورسکی (چکی: Petr Nymburský؛ زادهٔ ۱ ژوئن ۱۹۹۵) تیرانداز اهل جمهوری چک است.
وی در مسابقات کشوری و بین‌المللی در مجموع برندهٔ ۴ مدال طلا، ۲ مدال نقره شده‌است.